# Tat'jana Tot'mjanina
Tat'jàna Ivànovna Tot'mjànina (in russo Татьяна Ивановна Тотьмянина?; traslitterazione anglosassone Tatiana Ivanovna Totmianina; Perm', 2 novembre 1981) è un'ex pattinatrice artistica su ghiaccio russa.
È una campionessa di pattinaggio artistico di coppia e porta i colori della Russia. Dal 2002, insieme all'atleta Maksim Marinin, ha vinto tre titoli nazionali, cinque campionati europei, due mondiali e la medaglia d'oro ai Giochi olimpici invernali di Torino 2006. In seguito alla vittoria olimpica, la coppia sì è ritirata dal mondo delle competizioni per dedicarsi al professionismo.

## Biografia
La passione di Tat'jana per il pattinaggio artistico comincia a 5 anni, quando sotto consiglio del medico comincia a pattinare per irrobustire il fisico. La madre la spinge verso l'agonismo subito, vedendo nello sport una possibilità concreta di uscire dalla povertà.
Tat'jana inizia la sua carriera come pattinatrice singola, ma le sue ambizioni sono nel pattinaggio di coppia, trovando nei campioni russi di allora, Gordeeva e Grinkov, l'emblema del suo sogno. Tenendo conto di questa sua inclinazione, e soprattutto degli scarsi risultati che riusciva a raggiungere come singola, Tat'jana decide di cambiare disciplina e di cercare un partner.
Ai campionati nazionali del 1995 Tat'jana incontra Maksim Marinin, anche lui un pattinatore singolo deciso a votarsi al pattinaggio di coppia.
Iniziano ad allenarsi insieme nel 1996, sotto la supervisione di Natalia Pavlova. Grazie al loro background, non è difficile per loro eseguire gli elementi singoli, mentre sembrano faticare a trovare complicità negli elementi di coppia. Pur essendo nel 1999 tra le prime dieci coppie d'Europa, Tat'jana e Maksim sono spesso criticati per essere troppo freddi e distaccati sul ghiaccio, con la conseguenza che la coppia viene spesso messa in ombra da coppie più espressive e teatrali.
Il salto di qualità si chiama Oleg Vasiliev, campione olimpico nel pattinaggio artistico di coppia nel 1984 con Elena Valova e più volte campione nazionale, europeo e mondiale, che nel 2001 accetta di allenarli.
Nuovo allenatore: nuova vita; Tat'jana e Maksim si trasferiscono a Chicago, USA. Per loro questo periodo di transizione è molto duro, sono soli per la prima volta, non parlano inglese ed i loro allenamenti si fanno più impegnativi.
Oleg Vasiliev investe molto tempo ed energie sulla coppia, alla quale crede molto, e lavora per rafforzare i loro punti deboli: il rapporto tra loro e il rapporto con il pubblico. Tat'jana e Maksim infatti sono preparati atleticamente, ma non altrettanto sul fronte interpretativo. Vasiliev li spinge quindi ad enfatizzare i sentimenti che provano mentre pattinano, in modo da coinvolgere maggiormente il pubblico, e chiaramente anche a mostrare più complicità tra loro nelle parti più prettamente interpretative dei loro programmi.
È proprio la figura di Oleg che li aiuta a superare il disagio iniziale, ospitandoli per un certo periodo e poi mettendoli a vivere con famiglie americane di altri ragazzi che allenava. Passato questo momento, Tat'jana e Maksim iniziano a raccogliere i frutti del loro duro lavoro.
Nel 2002 vincono la medaglia d'oro agli europei di pattinaggio, arrivano secondi ai campionati mondiali, e si classificano quarti ai Giochi olimpici di Salt Lake City. Così Tat'jana e Maksim si affacciano prepotentemente sulla scena del pattinaggio internazionale.
Nel 2003 primo posto ai campionati russi, ancora campioni europei, confermato il secondo posto ai campionati mondiali, con un'ottima performance.
Il 2004 è un anno particolare per la coppia. Da un lato segna la loro consacrazione come atleti, vedendo la loro seconda vittoria ai nazionali, la terza consecutiva agli europei e la tanto sperata conquista del gradino più alto del podio ai mondiali, battendo i rivali di sempre, i cinesi Shen e Zhao. Dopo la pausa estiva però, un evento tragico segna un punto d'arresto nella loro carriera: durante il programma libero nella competizione di grand prix Skate America, Tatiana cade rovinosamente da un axel lasso lift. Questo tipo di sollevamento è il più difficile nel programma della coppia, Maksim perde l'equilibrio e Tat'jana cade di faccia sul ghiaccio e perde conoscenza. Tat'jana viene ricoverata al Mercy Hospital di Pittsburgh, dove passa la notte per accertamenti. Le immagini dell'incidente fanno il giro del mondo, facendo guadagnare alla coppia l'affetto di molti fan. Dopo soli dieci giorni di totale riposo, Tat'jana torna sul ghiaccio. Questo è il momento più difficile per la coppia, che deve ripartire praticamente da zero. Mentre Tat'jana non ricorda nulla dell'incidente a causa della commozione che ha subito, Maksim si sente in colpa e stenta a ritrovare la fiducia ed il coraggio necessario per l'allenamento. Con un'adeguata riabilitazione fisica per lei, e con un supporto psicologico per lui, la coppia è pronta per la nuova stagione competitiva.
Il 2005 segna infatti il loro ritorno trionfale, a dispetto di molti scettici che li credevano professionalmente finiti. Nell'arco di pochi mesi, la coppia vince i campionati nazionali, gli europei e i mondiali.
Con un medagliere d'eccezione come il loro, e con una forma fisica e mentale eccellente, il 2006 si apre con le migliori prospettive; ma dopo anni di fatiche, di sacrifici e di vittorie, Tat'jana e Maksim decidono che questa sarà la loro ultima stagione competitiva: si ritireranno dalle gare dopo i giochi olimpici. Favoriti ai campionati europei, Tat'jana e Maksim non deludono e per la quinta volta consecutiva sono sul gradino più alto del podio.
È il momento dei Giochi olimpici di Torino 2006: gli occhi del mondo sono puntati su di loro. Con la loro grande professionalità ed esperienza, Tat'jana e Maksim sopportano la tensione/pressione, e concludono lo short program con quattro punti di vantaggio sui loro inseguitori. Ma è nel programma libero che danno il meglio di loro stessi, mettendo in scena una spettacolare performance che lascia tutti a bocca aperta. È la loro migliore performance e la migliore dei giochi di Torino: è medaglia d'oro.
Nell'autunno 2006 hanno partecipato ad una trasmissione televisiva russa che vedeva i campioni gareggiare in coppia con i vip. Il programma era presentato dalla sette volte campionessa europea e due volte campionessa mondiale Irina Slutskaia, e dal cinque volte campione europeo, tre volte campione del mondo, nonché medaglia d'oro di Torino 2006 Evgenij Pljuščenko. Tat'jana ha pattinato con la star della tv Aleksej Pimanov ma è stata costretta ad abbandonare presto la trasmissione a causa del ritiro di lui.
Ad oggi Tat'jana e Maksim continuano a deliziare il pubblico di tutto il mondo con le loro esibizioni.
Il 20 novembre 2009 è diventata mamma di Lisa avuta dal compagno Alexei Yagudin, anche lui pattinatore e vincitore delle olimpiadi nel 2002.

## Palmarès
(con Marinin)
| Internazionali                                   | Internazionali | Internazionali | Internazionali | Internazionali | Internazionali | Internazionali | Internazionali | Internazionali | Internazionali | Internazionali |
| Evento                                           | 1996–1997      | 1997–1998      | 1998–1999      | 1999–2000      | 2000–2001      | 2001–2002      | 2002–2003      | 2003–2004      | 2004–2005      | 2005–2006      |
| ------------------------------------------------ | -------------- | -------------- | -------------- | -------------- | -------------- | -------------- | -------------- | -------------- | -------------- | -------------- |
| Giochi olimpici invernali                        |                |                |                |                |                | 4°             |                |                |                | 1°             |
| Campionati mondiali                              |                |                | 7°             | 6°             | 5°             | 2°             | 2°             | 1°             | 1°             |                |
| Campionati europei                               |                |                | 5°             | 5°             | 2°             | 1°             | 1°             | 1°             | 1°             | 1°             |
| GP Finale                                        |                |                |                |                |                |                | 1°             | 2°             |                | 1°             |
| GP Cup of Russia                                 |                | 5°             | 6°             | 3°             | 6°             |                |                | 1°             |                | 1°             |
| GP Lalique/Bompard                               |                |                | 5°             | 2°             |                | 4°             | 1°             | 2°             |                | 1°             |
| GP Skate America                                 |                |                |                | 7°             | 3°             | 3°             | 1°             |                | R              |                |
| GP Skate Canada                                  |                |                |                |                |                | 2°             | 1°             | 1°             |                |                |
| GP Sparkassen                                    |                |                |                |                | 3°             |                |                |                |                |                |
| Schäfer Memorial                                 |                | 5°             |                |                |                |                |                |                |                |                |
| Skate Israel                                     |                |                | 2°             |                |                |                |                |                |                |                |
| Nazionali                                        |                |                |                |                |                |                |                |                |                |                |
| Campionati russi                                 | 6°             | 5°             | 3°             | 3°             | 3°             | 2°             | 1°             | 1°             | 1°             | R              |
| GP = Champions Series / Grand Prix; R = Ritirati |                |                |                |                |                |                |                |                |                |                |

## Programmi
1999
- Programma corto: Grand Canyon Suite, di Ferde Grofe
- Programma libero: Il lago dei cigni, di Čajkovskij
- Gala: Ameno, di Era

2000
- Programma corto: The Feeling Begins, di Peter Gabriel
- Programma libero: Rapsodia su un tema di Paganini, di Rachmaninov
- Gala: Ameno, di Era

2001
- Programma corto: Sogno d'amore, di Franz Liszt
- Programma libero: West Side Story, di Leonard Bernstein
- Gala: Ameno, di Era

2002
- Programma corto: Star and death of Joaquin Murieta, di Rybnicov
- Programma libero: West Side Story, di Leonard Bernstein
- Gala: A Girl like you, di Edwin Collins

2003
- Programma corto: Morning e Hall of a mountain king, di Edvard Grieg
- Programma libero: The Cotton Club, di John Barry
- Gala: Your Song, di Elton John

2004
- Programma corto: Rapsodia su un tema di Paganini, di Sergej Rachmaninov
- Programma libero: Art on ice, di Edwin Marton
- Gala: Your Song, di Elton John

2005
- Programma corto: Ave Maria, di Sergej Rachmaninov
- Programma libero: Sheherazade, di Nikolaj Rimskij-Korsakov
- Gala: Have you ever really loved a woman?, di Bryan Adams

2006
- Programma corto: Snowstorm, di Sviridov
- Programma libero: Romeo e Giulietta, di Nino Rota, arrangiato da Edwin Marton
- Gala: Melodramma, di Andrea Bocelli